# Nils E. Nikolaisen
Nils Eivind Nikolaisen  (Ask, 1935) is een Noors dirigent, muziekpedagoog, arrangeur, eufoniumspeler en tubaïst.

## Levensloop
Nikolaisen was als eufoniumspeler van 1955 tot 1961 lid van het Forsvarets Musikkorps Vestlandet in Bergen. In deze tijd studeerde hij ook aan de muziekacademie van het Noorse leger. In 1961 ging hij als tubaïst naar het Bergen Filharmoniske Orkester. Als eufoniumsolist verzorgde hij zowel optredens met goede amateurverenigingen als met professionele orkesten. Zowel in 1973/1974 als in 1985/1986 was hij dirigent van het Forsvarets Musikkorps Vestlandet in Bergen (Noorwegen). Vanaf 1962 dirigeerde hij diverse Noorse harmonieorkesten (meer dan 25 jaar "Strusshamn Musikkforening Askøy" en brassbands ("Kleppe Musikklag" (1965–1977; 1980-1983 en 1987-1988)).
Sedert 1962 doceert hij aan het Bergen Musikonservatorium. 
Als arrangeur bewerkte hij klassieke en andere werken voor harmonieorkest en brassband zoals de Tormod Flaten voor eufonium en harmonieorkest (of brassband) van Carl Leopold Sjöberg (1861-1900) alsook Tonerna (Visions) eveneens een solo voor eufonium en harmonieorkest/brassband van dezelfde componist, Deilig er jorden, fantasie voor brassband van E. Juel-Fredriksen en Høstvise van Christian Hartmann.
Intussen is hij ook een veelgevraagd jurylid bij nationale en internationale wedstrijden in de blaasmuziekwereld.